# مشروعه خواهان

نشان فرانسه در دوران بازگشت بوربون‌ها به سلطنت فرانسه

مشروعیت‌خواهان (فرانسوی: Légitimistes‎) سلطنت‌طلبانی هستند که به حقوق خط جانشینی بر تاج سلطنتی فرانسه از نوادگان قدیمی‌ترین شاخه سلسله بوربون که در انقلاب ژوئیه ۱۸۳۰ سرنگون شد، پایبند هستند. آن‌ها ادعای سلطنت ژوئیه ۱۸۳۰–۱۸۴۸ را که لوئی فیلیپ، دوک اورلئان، رئیس شاخه فرعی اورلئان از سلسله بوربون را بر تخت نشاند تا زمانی که او نیز از سلطنت خلع شد و به همراه خانواده‌اش به انگلستان تبعید شد، رد کردند.
به دنبال جنبش اولترا-رویالیست‌ها در جریان بازگشت بوربون‌ها به سلطنت فرانسه در سال ۱۸۱۴، مشروعه‌خواهان یکی از سه جناح اصلی جناح راست در فرانسه را تشکیل دادند که اساساً با دیدگاه‌های ضدانقلابی آن مشخص می‌شد. به گفته مورخ رنه رمون، دو جناح راست دیگر اورلئانیست‌ها و بناپارتیست‌ها بودند.
مشروعه‌خواهان معتقدند که قوانین سنتی جانشینی، بر اساس قانون سالیک، پادشاه برحق فرانسه را تعیین می‌کند. آخرین پادشاه حاکمی که مشروعه‌خواهان او را مشروع می‌دانند شارل دهم بود، و زمانی که سلسله وارثان او در سال ۱۸۸۳ با مرگ نوه‌اش هنری، کنت چامبورد منقرض شد، ارشدترین وارث تاج و تخت تحت این قوانین سنتی خوان، کنت مونتیزون از نوادگان لوئی چهاردهم از طریق نوه‌اش فیلیپ پنجم، پادشاه اسپانیا بود. این واقعیت که همه مدعیان لژیتیمیست فرانسوی از سال ۱۸۸۳ از اعضای سلسله سلطنتی اسپانیا بوده‌اند، تبار پدری آن‌ها از لوئی چهاردهم از سال ۱۹۳۶ زیر سؤال رفته‌است، و این‌که فیلیپ پنجم از ادعای تاج و تخت فرانسه برای خود و وارثان مذکر خود چشم‌پوشی کرد. پیمان اوترخت به مشروعیت‌گرایی بی‌ربط است. با این حال، این حقایق دیگر سلطنت‌طلبان فرانسوی را بر آن داشته‌است که به حمایت از خط اورلئان بپردازند، که در صورت حذف وارثان فیلیپ یا حمایت از خانواده بناپارت، در ردیف بعدی جانشینی سنتی قرار خواهند گرفت.
مدعی کنونی مشروعه‌خواه لوئی آلفونس دو بوربون، نوهٔ ارشد آلفونسو سیزدهم، پادشاه اسپانیا از نظر نسل اول مرد است که نسل او از جانشینی اسپانیایی حذف شد.